# Metamorfosis (sello)
Metamorfosis es un sello discográfico fundado en 2011 por el cantautor guatemalteco Ricardo Arjona, ganador del premio Grammy y Grammy Latino.

## Historia
En el 2011 el cantautor guatemalteco Ricardo Arjona lanzó su sello discográfico Metamorfosis. Su primer álbum bajo el sello discográfico titulado  Independiente, fue el principio de una exitosa compañía que al momento (2015) representa talentos únicos como la cantautora guatemalteca Gaby Moreno y el dúo cubano Buena Fe.

## Artistas
- Ricardo Arjona
- Gaby Moreno
- Buena Fe

## Álbumes lanzados
- Ricardo Arjona – Independiente (2011), Viaje (2014), Apague la luz y escuche (2016), Circo Soledad (2017), Blanco y Negro (2020)
- Gaby Moreno – ￼￼Postales￼￼ (2012), Posadas (2014), Ilusión (2016)
- Buena Fe – Soy (2015).

## Personal
- Ricardo Arjona
- Ricardo Torres
- María Ruíz
- Susana Graefe
- Alejandra Gutiérrez
- Natalie García
- Catherine Cybulkiewicz